# Мирагоан (озеро)
Мирагоан (фр. Lac de Miragoâne) — пресноводное озеро в Республике Гаити. Является одним из крупнейших естественных пресноводных водоёмов Вест-Индии.
Расположено примерно в 1 км к юго-востоку от города Мирагоан. Составляет около 10 км в длину (с запада на восток) и 5 км в ширину (с севера на юг). Площадь озера — 25 км². В озеро впадает несколько небольших потоков, а из его северо-западной оконечности вытекает небольшая река, впадающая в бухту Мирагоан.